# Komet mrka iz leta 1882
Komet mrka iz leta 1882 ali X/1882 K1 je komet, ki so ga odkrili opazovalci v Egiptu med Sončevim mrkom leta 1882. Pojav kometa je bilo veliko presenečenje. Videli so ga samo med mrkom, pozneje pa nikoli več. Komet je član Kreutzove družine kometov. Pojavil se je pred Velikim kometom v letu 1882, ki je tudi član iste družine.
Komet včasih imenujejo tudi Tewfik v čast podsultana (hediva) Tevfik paše (v času ko je bil Egipt v odvisnosti od Turčije).